# LaFee (Album)
LaFee ist das Debütalbum der deutschen Pop-Rock-Sängerin LaFee. Es wurde im Studio La Hacienda auf Ibiza aufgenommen und am 23. Juni 2006 veröffentlicht. In den deutschen und österreichischen Charts erreichte es Platz eins, außerdem erhielt es mehrfach Gold und Platin.

## Veröffentlichung
Das Album erschien erstmals am 22. Juni 2006. Einen Tag nach dem erstmaligen Erscheinen folgte die Veröffentlichung einer limitierten „Fan-Edition“. Diese enthält neben dem Bonus-Song Warum und einem Abziehtattoo noch eine Bonus-DVD mit den Karaoke-Videos zu Virus und Prinzesschen, eine Foto-Galerie und dem Making of zu Virus.
Am 30. November 2006 erschien eine dritte Version des Albums, die Bravo-Edition. In dieser Ausgabe fehlt der Remix von Wo bist du? (Mama), stattdessen sind zusätzlich fünf Pianoversionen von LaFee-Songs enthalten, zudem wie auch bei der Fan-Edition, das Lied Warum. Die beiliegende DVD beinhaltet eine Fotogalerie zu Prinzesschen, sowie die Musikvideos zu Virus, Prinzesschen, Was ist das? und Mitternacht.
Die Genre des Albums lässt sich als Pop-Rock oder Deutschrock einstufen. Einzelne Titel, wie der Album-Opener Prinzesschen, enthält auch Metal-Elemente. So könnten die „brettharte[n] Heavy-Metal-Gitarren“ laut Thorsten Schatz und Michael Fuchs-Gamböck „auch von Bands des schweren Rocks wie Rammstein oder Metallica“ stammen.
Das Plattencover zeigt, je nach Version, entweder die „gute“ LaFee mit der „bösen“ LaFee im Spiegel im Hintergrund oder das LaFee-Logo in Gold auf dunklem Hintergrund.
Zusammen mit dem zweiten Studioalbum Jetzt erst recht, das 2007 erschien, wurde das Album am 20. Mai 2011 noch einmal als Classic Albums veröffentlicht.

## Titelliste
Alle Lieder bis auf Was ist das? wurden von Gerd Zimmermann, Bob Arnz und LaFee geschrieben.
1. Prinzesschen – 4:20
2. Virus – 3:57
3. Mitternacht – 4:46
4. Wo bist du? (Mama) – 4:42
5. Verboten – 3:48
6. Halt mich – 3:37
7. Das erste Mal – 3:19
8. Du lebst – 4:25
9. Was ist das? – 3:56 (Text und Musik von Marko Bussian und Peter Ries)
10. Lass mich frei – 3:28
11. Sterben für dich – 3:00
12. Wo bist du? (Heavy-Mix) – 3:39

Folgende Tracks sind nur auf der „Bravo Edition“ enthalten:
1. Virus (Piano-Version) – 3:54
2. Sterben für dich (Piano-Version) – 3:00
3. Lass mich frei (Piano-Version) – 3:53
4. Das erste Mal (Piano-Version) – 3:06
5. Mitternacht (Piano-Version) – 3:35

Der folgende Track ist nur auf der „Special Edition“ und auf der „Bravo Edition“ enthalten:
1. Warum? – 3:35

## Liedinformationen
- In „Prinzesschen“ geht es um reiche und schöne junge Frauen, welche von ihren wohlhabenden Eltern Geld erhalten und dieses in großem Maß verschwenden und sich selbst für etwas Besseres halten. Beispiele für diesen Typus wären Paris Hilton oder Nicole Richie.
- In „Virus“ geht es um die beste Freundin, welche den Freund ausgespannt hat.
- In „Mitternacht“ singt LaFee über sexuellen Missbrauch bei Kindern. Hintergrund war, dass dies einer Freundin von LaFee passiert war.
- In „Wo bist du (Mama)“ singt LaFee über eine Mutter, welche ihr Kind verlassen hat und das Kind zu seiner Mutter zurück möchte. Etwas Ähnliches ist LaFees Cousin passiert.
- „Verboten“ thematisiert die strenge Erziehung in Griechenland, welche ihre Mutter tatsächlich am eigenen Leib erfahren hat.
- In „Halt mich“ beschreibt LaFee das Gefühl, wenn man jemanden braucht, der einem Kraft gibt und an denen man sich immer wenden und vertrauen kann.
- „Das erste Mal“ beruht auf einem Erlebnis, welches LaFee mit 12 Jahren erlebt hat. Ihr damaliger Freund wollte mit ihr schlafen, doch sie war dazu noch nicht bereit.
- „Du lebst“ thematisiert den Tod. LaFee singt diesen Song für ihre verstorbene Tante.
- „Was ist das?“ ist ein Song über das Verliebtsein. Die Sängerin beschreibt in dem Song, dass ein Junge ihr den Kopf verdreht hat und sie nicht weiß, was mit ihr und ihm geschieht.
- In „Lass mich frei“ beschreibt LaFee das Verhältnis zu ihrem Vater, der sie lange wie ein kleines Mädchen bevormundet hatte und das nun endlich frei sein möchte.
- „Sterben für dich“ beruht ebenfalls auf einem wahren Ereignis, denn so, wie sie in diesem Lied beschreibt, fühlte sich LaFee selbst einmal. Die Sängerin lebt nur für einen Jungen, ohne ihn wäre ihr Leben sinnlos, sie würden sterben für ihn.
- In „Warum“ geht es um das Thema Mobbing. LaFee beschreibt darin ihre Erlebnisse nach ihrem Durchbruch, sie wurde auf Grund ihres Erfolges von ihren Mitschülern damals selber gemobbt.
- „Alles ist neu“ beschreibt eine ganz plötzlich auftretende neue Situation, von der man nicht weiß, ob sie gut ist oder nicht.
- „Du liebst mich nicht“ ist eine Coverversion des Liedes von Sabrina Setlur, in dem die Sängerin mit ihrer Beziehung abrechnet. Dieser Song wurde ursprünglich zum 50-jährigen Bestehen der Zeitschrift Bravo verfasst.

## Singles
Virus ist der erste als Single ausgekoppelte Song des Albums, er erreichte Platz 14 der deutschen Charts. Prinzesschen stieg auf Platz elf der deutschen Singlecharts ein. Die dritte Auskopplung, Was ist das?, erschien als Maxi und 2-Track-Single und erreichte Platz 17.
Mitternacht stieg auf Platz 23 der deutschen Singlecharts ein. Die Single erschien in zwei verschiedenen Versionen, beide als Maxi. Die zwei Cover ergänzen sich, denn einmal ist die gute, einmal die böse LaFee abgebildet. Auf der dunklen Version befinden sich auch die beiden bis dahin unveröffentlichten Songs „Alles ist neu“ und die Coverversion „Du liebst mich nicht“ von Sabrina Setlur.

## Rezensionen
- „LaFee ist so ziemlich durchgestartet mit ihrem Debüt-Album ‚LaFee‘, welches mit 3-fach Gold ausgezeichnet wurde! Auch zwei ausverkaufte Tourneen gehen auf ihr Konto.“ – Musiksender VIVA[6]
- „Auf ihrem Debütalbum werden heiße Eisen angepackt. […] Alles in allem ein zielgruppenorientiertes Album, das sein Ziel wohl nicht verfehlen wird.“ – Pooltrax[7]